# Политика шјоре Бете
„Политика шјоре Бете” је југословенски ТВ филм из 1969. године. Режирао га је Даниел Марушић а сценарио су написали Даниел Марушић и Марко Уводић.

## Улоге
| Глумац              | Улога |
| ------------------- | ----- |
| Петар Јеласка       |       |
| Асја Кисић          |       |
| Владимир Крстуловић |       |
| Здравка Крстуловић  |       |
| Иво Сердар          |       |
| Мирко Војковић      |       |